# Molí d'Adell (Amposta)
El molí d'Adell és un edifici d'Amposta inclòs a l'Inventari del Patrimoni Arquitectònic de Catalunya.

## Descripció
Se situa entre la carretera en direcció a Sant Jaume d'Enveja i el canal de la dreta, als afores de la vila. Actualment conserva la xemeneia, de maçoneria, de secció rodona piramidal, i part de les estructures exteriors del molí. L'estructura és de dues naus de planta rectangular, de diversos pisos de maçoneria, amb teulada a doble vessant, de teula àrab. Hi havia un pis a sota, on era el banc de moles, les esquelladores i els cons blanquejadors -amb la peculiaritat de ser d'eix horitzontal-, i al pis de sobre hi havia els sedassos, les nories i les llimpies.

## Història
El molí fou construït el primer decenni de 1900 per José Adell Garcia, amb el nom de "Arrocera del Ebro". Va funcionar fins als anys 1964-65, data en què, en espatllar-se algunes de les màquines, es va desmantellar definitivament. Funcionava amb màquina de vapor.
La seva especialitat era l'arròs glacejat, un tipus d'arròs especial setinat amb una parafina, que es comercialitzava en saquets d'un quilo amb la marca "Manelic".